# علم أرض البنط

علم أرض البنط

العلم المستخدم مابين 23 تموز من عام 1998 إلى 22 كانون الأول من عام 2009

أعتمد علم أرض البنط في يوم 22 كانون الأول - ديسمبر من سنة 2009. ويتألف العلم من ثلاثة أشرطة أفقية بالألوان الأزرق السمائي، الأبيض والأخضر مع وجود نجمة خماسية الشكل باللون الأبيض في وسط الشريط العلوي من العلم.